# Darýa Semýonowa
Darýa Semýonowa (russisch Да́рья Семёнова; geb. 28. Mai 2002 in Aşgabat) ist eine turkmenische Schwimmerin.

## Leben
Semýonowa begann schon in jungen Jahren, auf internationaler Ebene an Wettkämpfen teilzunehmen: Mit 13 Jahren nahm sie an den Weltmeisterschaften 2015 in Kasan im 50- und 100-Meter-Brustschwimmen teil. In beiden Wettkämpfen schied sie in der Vorrunde aus (Rang 59 und 65).
Im folgenden Jahr war sie bei der Eröffnungsfeier der Olympischen Spiele 2016 in Rio de Janeiro Fahnenträgerin der turkmenischen Mannschaft. Im Wettkampf über 100 m Brust belegte sie den 41. Platz. Obwohl sie sich nicht für die nächste Runde qualifizierte, gelang es ihr, ihr Vorrundenrennen zu gewinnen. Bei den Asienmeisterschaften 2016 belegte sie sowohl im 50-Meter-Brustschwimmen als auch im 100-Meter-Brustschwimmen den 16. Platz.
2017 nahm sie an den Asian Indoor & Martial Arts Games 2017 teil, die in der Aşgabat ausgerichtet wurden. Semýonowa erreichte fast das Finale über 100 Meter Brust (Neunte) und beendete das 50-Meter-Brustschwimmen auf dem elften Platz und das 50-Meter-Rückenschwimmen auf dem zwölften Platz. Auch an den Staffeln nahm sie Teil: Achte über 4 × 50 m und über 4 × 100 m Freistil sowie über 4 × 100 m Lagen, Siebte über 4 × 50 m Lagen.
Bei den Kurzbahnweltmeisterschaften 2018 in Hangzhou trat sie erneut im 50- und 100-Meter-Brustschwimmen an und belegte den 42. respektive den 46. (Letzten) Platz.
In den Weltmeisterschaften 2019 in Gwangju war sie beim 50-m- und 100-m-Brustschwimmen dabei und schied in beiden Fällen in der Vorrunde aus, auf dem 43. und 47. Platz.
Im selben Jahr nahm sie an der Doha-Etappe des Schwimm-Weltcups teil, und zwar auf allen drei Distanzen des Brustschwimmens der Frauen: Sie wurde Zehnte über 200 m, Zwölfte über 50 m und 13. über 100 m.
Bei ihrer Teilnahme an den Olympischen Spielen 2020 in Tokio ging sie erneut im Wettbewerb über 100 m Brustschwimmen an den Start und belegte den 39. Platz.